# Corynoptera glabrifrons
Corynoptera glabrifrons är en tvåvingeart som beskrevs av Edwards 1928. Corynoptera glabrifrons ingår i släktet Corynoptera och familjen sorgmyggor. Inga underarter finns listade i Catalogue of Life.